# Maňa
Maňa és un poble i municipi d'Eslovàquia que es troba a la regió de Nitra, al sud-oest del país. Compta amb una població de 1980 habitants (2022).

## Història
La primera menció escrita de la vila es remunta al 1237.

## Demografia
| Godina             | 1994 | 2004   | 2014   | 2024   |
| ------------------ | ---- | ------ | ------ | ------ |
| Nombre de persones | 2139 | 2072   | 2078   | 1947   |
| Diferència         |      | −3,13% | +0,28% | −6,30% |

| Godina             | 2023 | 2024   |
| ------------------ | ---- | ------ |
| Nombre de persones | 1958 | 1947   |
| Diferència         |      | −0,56% |